# Farsetia stylosa
Farsetia stylosa es una especie de planta fanerógamas de la familia Brassicaceae. Es originaria de África.

## Descripción
Es una planta anual herbácea perenne o delicado arbusto (Regularmente la floración se produce en el primer año).

## Ecología
Se encuentra en lugares de arena, dunas, llanuras de arena aluvial en  ramblas, etc desiertos, matorrales de Acacia, Balanites, Acacia-Commiphora;. también en suelos someros sobre rocas (piedra caliza, yeso, piedra lavada) a una altitud de 0-1200 (-1500) metros en Argelia, Egipto, Arabia hasta la India, Socotra.

## Taxonomía
Farsetia stylosa fue descrita por Robert Brown y publicado en Narr. Travels Africa 12, 216 1826.
Sinonimia
- Arabis incanescens Munro ex Hook.f. & Thomson
- Erysimum remotiflorum O.E.Schulz
- Farsetia depressa Kotschy
- Farsetia hamiltonii Royle
- Farsetia prostrata (Hochst. & Steud.) Hochst.
- Farsetia ramosisissima Hochst.
- Farsetia ramosissima E.Fourn.
- Matthiola stylosa Hochst. & Steud. ex Steud.[3]